# Trichogorgia constricta
Trichogorgia constricta är en korallart som först beskrevs av Hiles 1899.  Trichogorgia constricta ingår i släktet Trichogorgia och familjen Chrysogorgiidae. Inga underarter finns listade i Catalogue of Life.